# サルターラ
サルターラ（イタリア語: Saltara）は、イタリア共和国マルケ州ペーザロ・エ・ウルビーノ県コッリ・アル・メタウロに属する分離集落（フラツィオーネ）。
かつては独立したコムーネであったが、2017年1月1日にモンテマッジョーレ・アル・メタウロ、セッルンガリーナと合併して新自治体の一部となった。

## 地理

### 位置・広がり
ペーザロから南へ18km、ウルビーノから東へ21kmの距離にある。

#### 隣接コムーネ
コムーネとしてのサルターラは、以下のコムーネと隣接していた。
- カルトチェート
- モンテマッジョーレ・アル・メタウロ
- セッルンガリーナ